# 2018 au cinéma
| Années du cinéma : 2015 - 2016 - 2017 - 2018 - 2019 - 2020 - 2021    |
| Décennies du cinéma : 1980 - 1990 - 2000 - 2010 - 2020 - 2030 - 2040 |

Cet article présente les faits marquants de l'année 2018 au cinéma.

## Événements
- 3 mai : publication du livre collectif Noire n’est pas mon métier par seize actrices françaises[1].

## Festivals

### Berlin
- Le 68e festival se déroule en février 2018.

### Cannes
- Le 71e festival se déroule en mai 2018.

### Venise
- La 75e Mostra se déroule d'août à septembre 2018.

### Autres festivals
- du 16 au 21 janvier : 21e festival international du film de comédie de l'Alpe d'Huez ;
- du 18 au 28 janvier : 34e festival du film de Sundance ;
- du 31 janvier au 4 février : 25e festival international du film fantastique de Gérardmer ;
- du 19 au 27 mars : 19e festival international du film d'Aubagne - Music & Cinema du 19 au 27 mars[2] ;
- du 12 au 17 juin : 42e festival d'animation d'Annecy ;
- du 6 au 14 juillet : 18e Festival international du film fantastique de Neuchâtel
- du 13 au 21 octobre : 10e Festival Lumière à Lyon ;
- 27 octobre au 1er novembre : 37e festival du cinéma international en Abitibi-Témiscamingue. Woman at War de Benedikt Erlingsson remporte le Grand prix Hydro-Québec ;
- 16 au 17 novembre : 1re Festival Films Courts de Dinan.

## Récompenses

### Oscars
- La 90e cérémonie des Oscars se déroule le 4 mars 2018.

### Golden Globes
- La 75e cérémonie des Golden Globes se déroule le 7 janvier 2018.

### César
- La 43e cérémonie des César se déroule le 2 mars 2018.

### Autres récompenses
- Prix Romy-Schneider : Adeline d'Hermy

## Principaux décès

### Premier trimestre
- 2 janvier : Jacques Lassalle, acteur, metteur en scène et dramaturge français (81 ans) ;
- 30 janvier : Mark Salling, acteur, chanteur et danseur américain (35 ans) ;
- 9 février :
  - John Gavin, acteur américain (86 ans) ;
  - Reg E. Cathey, acteur américain (59 ans) ;
  - Jóhann Jóhannsson, compositeur islandais (48 ans) ;
- 18 février : Idrissa Ouedraogo, réalisateur, scénariste, producteur et acteur burkinabè (64 ans) ;
- 24 février : Sridevi, actrice et productrice indienne (54 ans) ;
- 2 mars : Marcel Philippot, acteur français (64 ans) ;
- 13 mars : Olga Sokolow, actrice française (38 ans) ;
- 27 mars : Stéphane Audran, actrice française (85 ans)

### Deuxième trimestre
- 5 avril : Isao Takahata, réalisateur japonais (82 ans)
- 13 avril : Miloš Forman, réalisateur tchéco-américain (86 ans)
- 15 avril : Vittorio Taviani, réalisateur italien (88 ans)
- 21 avril :
  - Verne Troyer, acteur américain (49 ans)
  - Nelson Pereira dos Santos, réalisateur brésilien (90 ans)
- 7 mai : Maurane, chanteuse et comédienne belge (57 ans)
- 13 mai : Margot Kidder, actrice américaine (69 ans)
- 26 mai : Pierre Bellemare, animateur de télévision et comédien français (88 ans)
- 8 juin : Eunice Gayson, actrice américaine, première James Bond Girl de l'histoire (90 ans)
- 21 juin : Yan Jizhou, réalisateur chinois (100 ans)
- 29 juin :
  - Chantal Garrigues, actrice française (73 ans)
  - Liliane Montevecchi, actrice française (85 ans)

### Troisième trimestre
- 5 juillet : Claude Lanzmann, réalisateur français (92 ans)
- 31 juillet : Jean-Yves Chatelais, comédien français (65 ans)
- 7 août : Étienne Chicot, acteur français (69 ans)
- 26 août :
  - Neil Simon, producteur de cinéma américain (91 ans)
  - K. K. Haridas, réalisateur indien (52 ans)
- 31 août : Carole Shelley, acteur britannique (79 ans)
- 6 septembre : Burt Reynolds, acteur américain (82 ans)
- 18 septembre : Jean Piat, acteur et écrivain français (93 ans)

### Quatrième trimestre
- 3 octobre : Elisabeth Andersen, actrice néerlandaise (98 ans)
- 4 octobre :
  - Audrey Wells, scénariste, réalisatrice, productrice et actrice américaine (58 ans)
  - Will Vinton, producteur, réalisateur et monteur américain (70 ans)
  - Takumi Furukawa, réalisateur et scénariste japonais (101 ans)
- 6 octobre : Scott Wilson, acteur américain (76 ans)
- 7 octobre : Celeste Yarnall, actrice américaine (74 ans)
- 8 octobre :
  - Arnold Kopelson, producteur américain (83 ans)
  - Venantino Venantini, acteur italien (88 ans)
- 10 octobre : Raymond Danon, producteur de cinéma français (88 ans)
- 11 octobre : Johanne Fontaine, actrice canadienne (63 ans)
- 1er novembre : Carlo Giuffré, acteur italien (89 ans)
- 2 novembre : Álvaro de Luna, acteur espagnol (83 ans)
- 7 novembre : Francis Lai, compositeur français (86 ans)
- 13 novembre : Katherine MacGregor, actrice américaine (93 ans)
- 26 novembre : Bernardo Bertolucci, réalisateur italien (77 ans)
- 1er décembre : Maria Pacôme, actrice française (95 ans)